# Xã Turner, Quận Aitkin, Minnesota
Xã Turner (tiếng Anh: Turner Township) là một xã thuộc quận Aitkin, tiểu bang Minnesota, Hoa Kỳ. Năm 2010, dân số của xã này là 208 người.